# Hatschekia oblonga
Hatschekia oblonga är en kräftdjursart som beskrevs av C. B. Wilson 1913. Hatschekia oblonga ingår i släktet Hatschekia och familjen Hatschekiidae. Inga underarter finns listade i Catalogue of Life.